# Chasse au Québec
 (décembre 2021).
Si vous disposez d'ouvrages ou d'articles de référence ou si vous connaissez des sites web de qualité traitant du thème abordé ici, merci de compléter l'article en donnant les références utiles à sa vérifiabilité et en les liant à la section « Notes et références ».

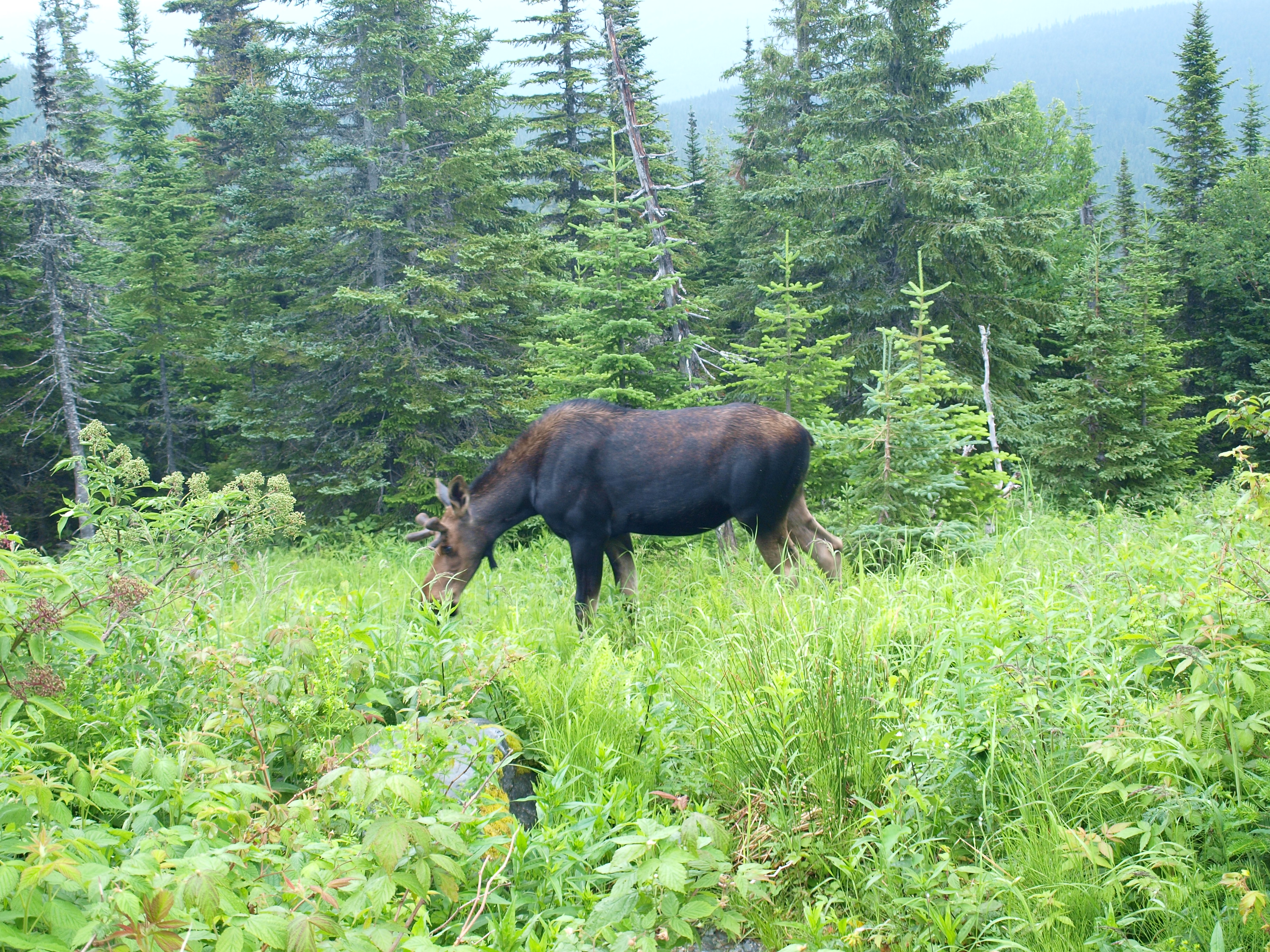
L'orignal est la principale espèce chassée au Québec.

Ayant des rôles culturels et économiques importants, la chasse au Québec est pratiquée par environ 300 000 personnes alors que le piégeage est pratiqué par environ 7 300 personnes. Environ 23 % des chasseurs canadiens sont québécois alors que la proportion est d'environ 16 % pour les trappeurs canadiens. Encadrée par la Loi sur la conservation et la mise en valeur de la faune, ces pratiques s'articulent autour d'un réseau structuré d'établissements fauniques.

## Histoire

### Chasse de subsistance et traite des fourrures

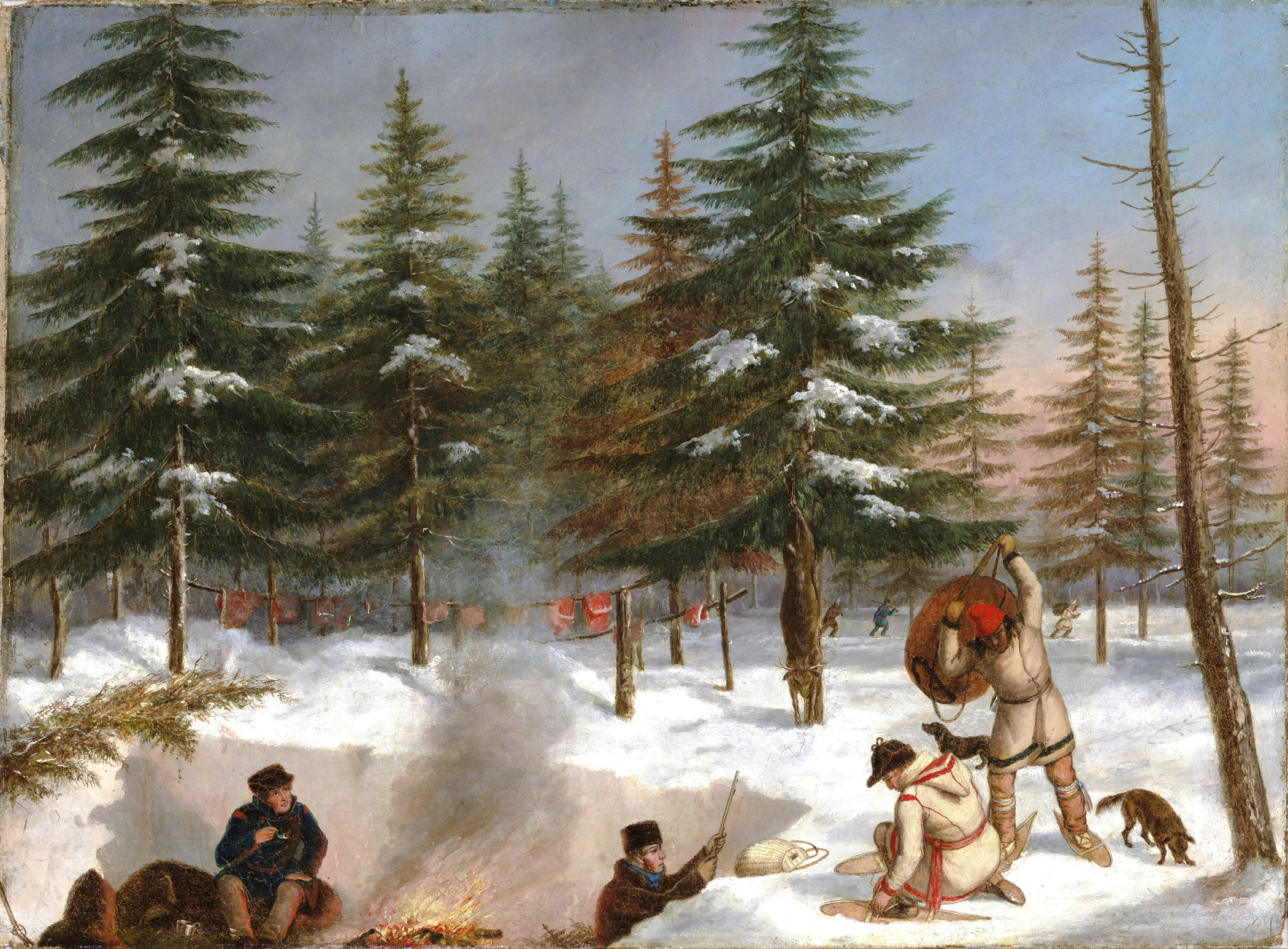
Camp de chasse en hiver, Cornelius Krieghoff, 1858.

Les premiers hommes à s'établir sur le territoire québécois, après la dernière période glaciaire, vivent essentiellement de la chasse. Au fil des siècles, ces différents peuples autochtones développèrent, en fonction des régions qu'ils habitent, différentes techniques adaptées aux espèces chassées et à la géographie. Jusqu'au XXe siècle, la chasse est pour nombre d'entre eux une activité de subsistance qui gouverne tous les aspects de la vie, de la satisfaction des besoins élémentaires (alimentation, habillement pour l'hiver) mais aussi religieux et politiques (par exemple l'animisme et le chamanisme). À l'arrivée des Européens, et plus particulièrement avec le commencement de la traite des fourrures au XVIIe siècle, la chasse devient soudainement une activité commerciale intense. Le commerce de la fourrure en Nouvelle-France sert essentiellement des intérêts économiques extérieurs (la France ou la Grande-Bretagne). Les politiques coloniales, favorisant l'agriculture et l'élevage, n'encouragent pas la pratique de la chasse, associée aux « sauvages ». D'ailleurs, les voyageurs et les coureurs des bois transigent plus qu'ils ne chassent.

### Une chasse réservée à la bourgeoisie

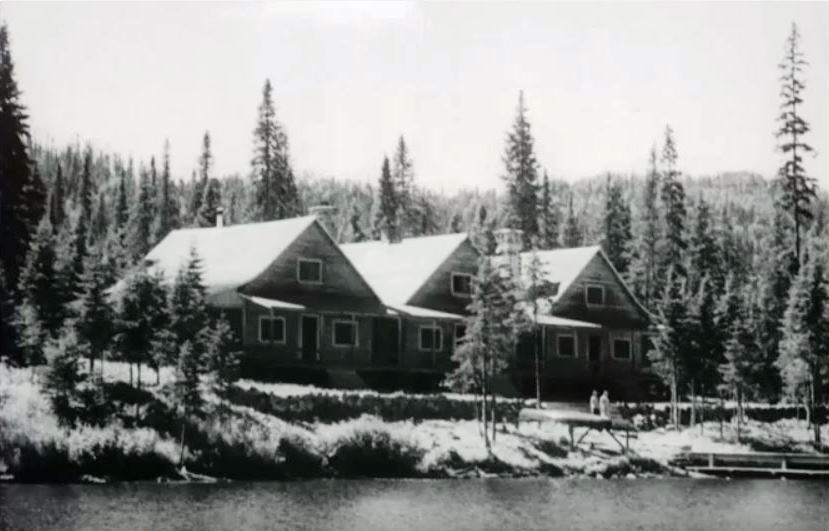
Dans la première moitié du XXe siècle, la chasse est une activité de luxe réservée à l'élite.

L'intérêt économique de la chasse, notamment pour les fourrures, s'estompe au début du XIXe siècle. Les peuples autochtones du nord continuent toutefois de la pratiquer pour subsister alors qu'elle constitue parfois, durant l'hiver, une source d'alimentation supplémentaire pour les Blancs dans les régions rurales. Bientôt, la bourgeoisie, d'abord surtout britannique, amène le concept de chasse dite « sportive » ou de loisir. Des dizaines de clubs privés, tel le Triton Fish & Game Club, se forment et se partagent les territoires les plus sauvages et populeux en gibier. À titre d'exemple, le français Henri Menier et sa famille possède à lui-seul l'île d’Anticosti (7 923 km²) de 1895 à 1926. Le gouvernement soutient cette chasse privée car la vente des terres publiques lui assure des revenus faciles. Cette vision aristocratique européenne de la chasse est progressivement contrebalancée, dans les années 1950, par la démocratisation de la chasse sportive dans toute la population. En 1960, on retrouve approximativement 2200 clubs privés au Québec. En 1963, le ministère du Tourisme, de la Chasse et de la Pêche est créé.

### Démocratisation de la chasse

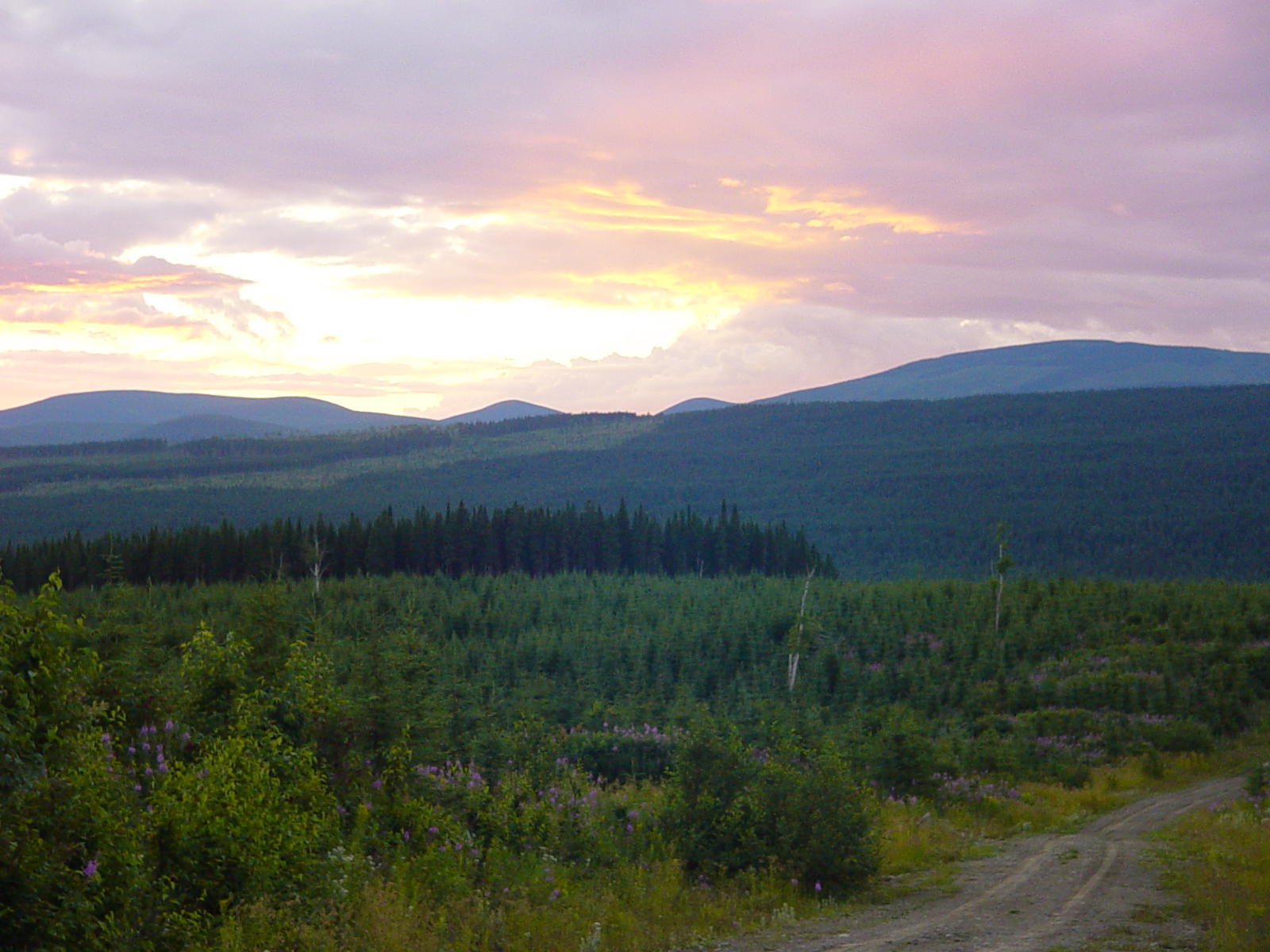
Amorcée vers les années 1950, la démocratisation de la chasse sportive s'est accrue avec la déprivatisation du territoire public en 1976.

En 1976, sous la pression populaire, le gouvernement René Lévesque abolit les clubs et rachète d'importantes parties du territoire. L'accès public aux terres du domaine de l'État est alors énormément facilité avec la mise en place des réserves fauniques (1979), des zones d'exploitation contrôlée (1978) et des pourvoiries sans droit exclusifs ou sinon limitées par bail. Le territoire est progressivement décloisonné jusqu'en 2013. Cette action gouvernementale, conjuguée à l'amélioration du pouvoir d'achat et à la population faunique importante, fait naître une véritable industrie et culture de la chasse au Québec. En 1983, la Loi sur la conservation et la mise en valeur de la faune est adoptée par l'Assemblée nationale du Québec.
En 2012, 550 876 permis sont délivrés à des chasseurs au Québec. L'orignal, avec 172 073 permis, est l'espèce la plus chassée, suivie de près par le cerf de Virginie.

## Économie
En 2019, le Conference Board du Canada publie une étude quantifiant l'empreinte économique des activités de pêche, chasse, piégeage et tir sportif au Canada. La publication du groupe de réflexion ventile les retombées économiques des différentes activités pour chacune des provinces canadiennes et indique que la chasse et le piégeage contribue 1,074 milliards de dollars au produit intérieur brut québécois. Selon le ministère des Forêts, de la Faune et des Parcs du Québec (MFFP), ces retombées économiques proviennent principalement de la chasse à l'orignal, au cerf de virginie et au petit gibier. 
Cette même étude ajoute que les activités de chasse et de piégeage au Québec génèrent environ 523 millions de dollars en salaires. En outre, environ 9 809 Québécois détiennent un emploi à temps plein lié au secteur de la chasse et du piégeage. De plus, ces activités génèrent environ 285,3 millions de dollars en recettes fiscales provinciales. 
Une étude de 2012, issue du MFFP, ventile, quant à elle, par espèce et par région les retombées économiques engendrées par les chasseurs, pêcheurs et piégeurs québécois. Elle révèle que la chasse représente une importante activité économique pour certaines régions du Québec, dont l'Abitibi-Témiscamingue, le Nord-du-Québec et la Mauricie. Pourtant, c'est en Montérégie (région agricole et densément peuplée) où l'on retrouve le plus grand nombre de chasseurs et où l'on pratique le plus la chasse. Dans les régions de moins de 500 000 habitants, l'étude estime que 66 % des retombées économiques s'écoulent directement dans l'économie locale. 

## Règlementation
La Loi sur la conservation et la mise en valeur de la faune, adoptée par la 32e législature du Québec, donne à toute personne le droit de chasser, pêcher et piéger au Québec. Ce droit doit toutefois être exercé conformément aux lois et ne donne pas prépondérance à la chasse, la pêche et le piégeage sur d'autres activités pouvant s'exercer sur le même territoire. 
C'est à travers la Loi sur la conservation et la mise en valeur de la faune que le gouvernement québécois gère les ressources fauniques qui se trouvent sur son territoire. Du même coup, c'est à travers cette loi qu'il règlemente les activités liées à la chasse. En fait, la Loi sur la conservation et la mise en valeur de la faune donne au gouvernement québécois le pouvoir d'adopter des règlements sur une panoplie de sujets qui se rattache à la gestion faunique. Les principaux règlements régissant les activités de chasse et de piégeage sont les suivants : 
- le Règlement sur les activités de chasse[7]
- le Règlement sur la chasse[8]
- le Règlement sur les activités de piégeage et le commerce des fourrures[9]

### Certification de chasse

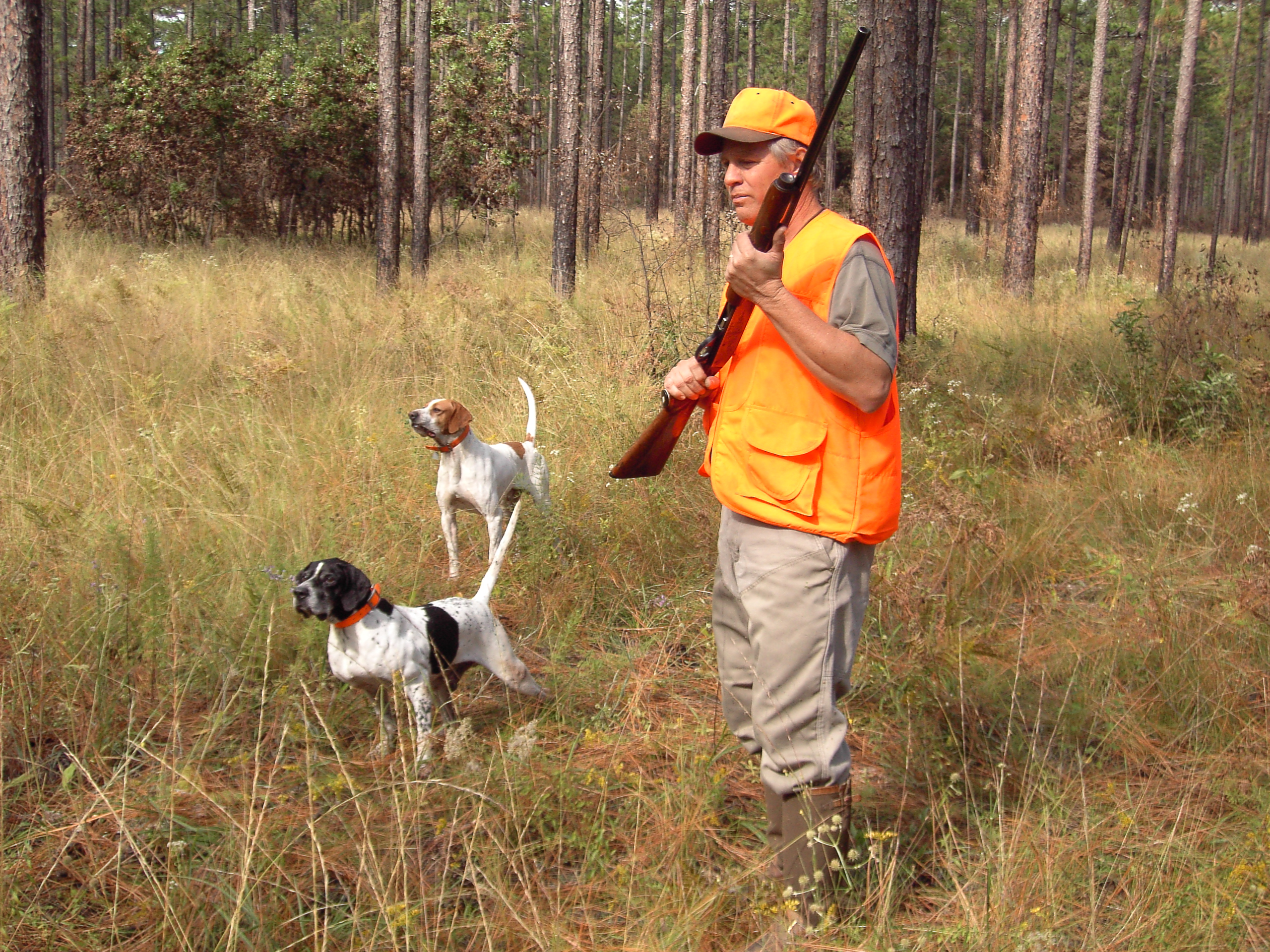
Une certification F est requise pour les chasseurs à arme à feu.

L'obtention d'un certificat est requis pour toute personne désirant chasser au Québec avec une arme à feu, une arbalète, un arc ou par piégeage. Seule une personne domiciliée au Québec depuis au moins 183 jours et âgée de plus de 12 ans peut obtenir ce certificat. Une formation doit être suivie selon le type de certification souhaitée :
- Code A : chasse avec arc ou arbalète.
- Code B : chasse avec arbalète.
- Code F : chasse avec arme à feu (Cours canadien de sécurité dans le maniement des armes à feu).
  - Code C : cours et examen (du 1er janvier 1994 au 31 janvier 1999).
  - Code L : cours et examen (depuis le 31 janvier 1999).
  - Code E : examen seulement (du 1er janvier 1994 au 31 janvier 1999).
  - Code M : examen seulement (depuis le 31 janvier 1999).
- Code P : piégeage.

Avant l'âge de 12 ans, il est possible d'obtenir un « Permis d’initiation à la chasse » pour accompagner un chasseur âgé d'au moins 25 ans.

### Permis de chasse pour les résidents
Seule une personne titulaire d'un certificat du chasseur ou du piégeur peut demander un permis de chasse. Ce permis donne l'autorisation de chasser une espèce dans une période donnée. Il doit donc être renouvelé annuellement. Son coût et ses conditions dépendent de la zone de chasse choisie. En plus du permis, la participation à un tirage au sort peut être requise à certains endroits populaires.
Toutefois, il n'est pas nécessaire de posséder un certificat du chasseur ou du piégeur pour obtenir un permis de chasse à la grenouille léopard, à la grenouille verte, au ouaouaron, au lièvre ou lapin à queue blanche au moyen de collet et au petit gibier à l’aide d’un oiseau de proie.
En plus de la détention du certificat du chasseur ou du piégeur, pour obtenir un permis de chasse au dindon sauvage un résident doit être titulaire d’une attestation établissant qu’il a suivi un cours sur la chasse au dindon sauvage.

### Zones de chasse
Le Québec est divisé en 7 districts et 29 zones (28 pour la chasse et 1 pour la pêche). Les zones de chasse permettent de contrôler la population faunique en assurant la pérennité des espèces. Certaines zones sont elles-mêmes divisées en secteurs, tel le territoire Weh Sees Indohoun dans la zone 22, afin de protéger des écosystèmes locaux.

## Problématiques

### Droit ancestral de chasse
Un flou juridique subsiste quant aux droits de chasse des autochtones. L'appel au droit ancestral peut être perçu dans la société comme un passe-droit, surtout dans des cas de non-respect de la loi (période ou quota de chasse). Par exemple, le caribou des bois, bien qu'interdit de chasse en raison de son statut vulnérable, continue d'être chassé par des autochtones.

### Appropriation illégale du territoire public
Cependant, la principale problématique concernant la chasse au Québec est probablement l'accaparement d'une partie du territoire public par certains citoyens. Puisque les terres du domaine de l'État sont accessibles à tous, certains chasseurs décident de s'approprier un secteur. Cependant, la compétition entre chasseurs entraîne du vandalisme et de l'intimidation qui nuit grandement à l'image et au plaisir de la chasse sportive. Les pouvoirs des agents de conservation de la faune sont limités dans ces cas.

### Légalisation de la chasse à l’écureuil
En octobre 2017, le député Mathieu Lemay dépose à l’Assemblée nationale une pétition qui réclame la légalisation de la chasse à l’écureuil (plus spécifiquement l’écureuil gris et l’écureuil roux) au Québec. Les 1 270 signataires de cette pétition font valoir, entre autres, que la réglementation actuelle sur la chasse au petit gibier permet la chasse de nombreuses espèces, mais exclut l’écureuil et que « la majorité des autres provinces canadiennes permettent la chasse de celui-ci ».
Au même moment, le député Sylvain Roy dépose auprès de l’Assemblée nationale une pétition qui s’oppose à la légalisation de la chasse à l’écureuil. Les 1 690 signataires de cette pétition font valoir, entre autres, que la « majorité des chasseurs pratiquent la chasse comme activité récréative et ont déjà le droit de tuer [sic] de nombreuses espèces animales » et que « l’écureuil est un acteur important dans l’équilibre des écosystèmes boisés, par ses activités de transplantation de grains et de décomposition du bois ».
Pour donner suite aux dépôts des pétitions à l’Assemblée nationale, la Fédération des chasseurs et pêcheurs a demandé au ministre des Forêts, de la Faune et des Parcs, Luc Blanchette, d'ouvrir le dossier sur la légalisation de la chasse à l’écureuil. Ce dernier a ensuite confirmé, le 4 octobre 2017, que le dossier était à l’étude, mais sa charge législative étant pleine jusqu’aux élections de 2018, qu’aucune décision ne serait rendue avant la fin de celles-ci.